# Unbitrium
Unbitrium, eller grundämne 123 med den kemiska beteckningen Ubb, är det tillfälliga IUPAC-namnet. Det kan också kallas eka-protaktinium efter Dmitrij Mendelejevs förutsägelser om det periodiska systemet.
Unbitrium är det femte grundämnet i den åttonde perioden i det periodiska systemet. Det har ännu inte gjorts några försök att framställa ämnet. Unbitrium kommer att vara en aktinoid, om fysikerna lyckas framställa grundämnet.

## Kuriosa
I science fiction-serien Star Trek: The Next Generation är detta grundämne upptäckt och namngivet. I avsnittet "Rascals" finns ett "trans-periodiskt system" i ett klassrum. Där avbildas element nummer 123 som jamesium, med den kemiska symbolen Rj och atomvikten 326.